# Limestone (Nova York)
Limestone és una població dels Estats Units a l'estat de Nova York. Segons el cens del 2000 tenia 411 habitants.

## Demografia
Segons el cens del 2000, Limestone tenia 411 habitants, 170 habitatges, i 109 famílies. La densitat de població era de 97,4 habitants/km².
Dels 170 habitatges en un 29,4% hi vivien nens de menys de 18 anys, en un 50,6% hi vivien parelles casades, en un 10% dones solteres, i en un 35,3% no eren unitats familiars. En el 31,8% dels habitatges hi vivien persones soles el 15,3% de les quals corresponia a persones de 65 anys o més que vivien soles. El nombre mitjà de persones vivint en cada habitatge era de 2,42 i el nombre mitjà de persones que vivien en cada família era de 2,93.
Per edats la població es repartia de la següent manera: un 24,6% tenia menys de 18 anys, un 7,3% entre 18 i 24, un 29% entre 25 i 44, un 24,3% de 45 a 60 i un 14,8% 65 anys o més.
L'edat mediana era de 39 anys. Per cada 100 dones de 18 o més anys hi havia 81,3 homes.
La renda mediana per habitatge era de 28.594 $ i la renda mediana per família de 33.125 $. Els homes tenien una renda mediana de 24.583 $ mentre que les dones 18.846 $. La renda per capita de la població era de 14.152 $. Entorn del 5% de les famílies i el 8,8% de la població estaven per davall del llindar de pobresa.